# Ranoidea bulmeri
A Ranoidea bulmeri a kétéltűek (Amphibia) osztályának békák (Anura) rendjébe, a Pelodryadidae családba, azon belül a Pelodryadinae alcsaládba tartozó faj.

## Előfordulása
A faj Pápua Új-Guineán és feltehetőleg Indonézia Papua tartományában él. Természetes élőhelye a szubtrópusi vagy trópusi nedves hegyvidéki erdők, folyók.